# Renault 110-54
Le Renault 110-54 est un modèle de tracteur agricole à quatre roues motrices produit par la filiale Agriculture du constructeur Renault.
Le tracteur, d'une puissance de 100 ch DIN, est produit à  4 791 exemplaires entre 1989 et 2000.

## Historique
Renault Agriculture est un constructeur traditionnellement spécialisé dans la production de tracteurs de milieu de gamme. Il exploite le créneau en 1981 et équipe parallèlement ses tracteurs avec une cabine d'un confort exceptionnel ; ce sont les séries 12 et 14.
La gamme 54, apparue en 1989, reprend les mêmes éléments, mais elle se caractérise aussi par des améliorations techniques (boîte de vitesses) et une modification de l'esthétique des faces avant du capot, plus arrondies. Renault propose de cinq tracteurs d'une puissance de 100  à   150 ch DIN tous équipés d'un même moteur de base, dont seuls diffèrent les réglages et les équipements périphériques.
Le 110-54, qui est le plus petit de cette gamme, est produit à 4 791 exemplaires entre 1989 et 2000.

## Caractéristiques
Le Renault 110-54 est motorisé par un groupe fourni par MWM. Ce moteur Diesel à six cylindres (alésage de 105 mm pour une course de 120 mm) en ligne, à injection directe, possède une cylindrée totale de 6 234 cm3. Il développe une puissance maximale de 100 ch DIN au régime de 2 350 tr/min.
La boîte de vitesses montée en série comporte quatre rapports, deux gammes, un doubleur et un inverseur donnant seize rapports dans les deux sens de marche. En option une boîte à 24 rapports avant et arrière est disponible.
La prise de force arrière possède trois régimes, proportionnel à l'avancement, 540 ou 1 000 tr/min. La puissance du relevage annoncée est de 7 120 kg.
Cinq degrés de finition sont proposés, correspondant à différents niveaux de confort, entre la version TE à simple plateforme sans cabine, réservée au marché africain, à la version TZ équipée de la cabine « Hydrostable », entièrement suspendue. Sur les versions les plus évoluées, des assistants de conduite (aide à la conduite économique, relevage électronique, radar) sont disponibles.
Le 100-54 est considéré comme un tracteur fiable : son moteur, adapté à des engins plus gros, est moins sollicité et bénéficie en outre d'une réserve de puissance importante.